# Sadowie (gmina)
Sadowie (hist. gmina Sadów) – gmina wiejska w województwie świętokrzyskim, w powiecie opatowskim. W latach 1975–1998 gmina położona była w województwie tarnobrzeskim.
Siedziba gminy to Sadowie.
Według danych z 30 czerwca 2004 gminę zamieszkiwały 4324 osoby.

## Struktura powierzchni
Według danych z roku 2002 gmina Sadowie ma obszar 81,71 km², w tym:
- użytki rolne: 86%
- użytki leśne: 9%

Gmina stanowi 8,96% powierzchni powiatu.

## Historia
Gminę zbiorową Sadów utworzono 13 stycznia 1867 w związku z reformą administracyjną Królestwa Polskiego. Gmina weszła w skład nowego powiatu opatowskiego w guberni radomskiej i liczyła 2083 mieszkańców.
W okresie międzywojennym gmina Sadowie należała do powiatu opatowskiego w woj. kieleckim. Po wojnie gmina zachowała przynależność administracyjną.
Jednostka została zniesiona 29 września 1954 roku wraz z reformą wprowadzającą gromady w miejsce gmin. 
Gminę przywrócono ponownie w związku z reaktywowaniem gmin 1 stycznia 1973.

## Demografia

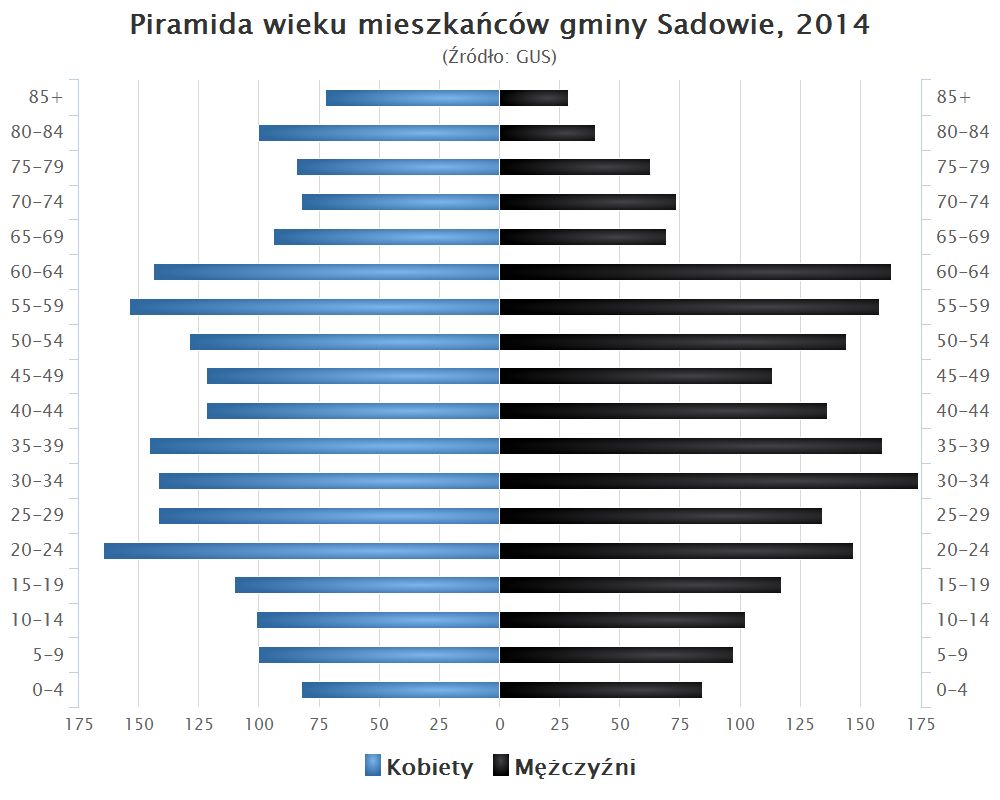
Piramida wieku mieszkańców gminy Sadowie w 2014 roku

Dane z 30 czerwca 2004:
| Opis                              | Ogółem | Ogółem | Kobiety | Kobiety | Mężczyźni | Mężczyźni |
| --------------------------------- | ------ | ------ | ------- | ------- | --------- | --------- |
| jednostka                         | osób   | %      | osób    | %       | osób      | %         |
| populacja                         | 4324   | 100    | 2210    | 51,1    | 2114      | 48,9      |
| gęstość zaludnienia (mieszk./km²) | 52,9   | 52,9   | 27      | 27      | 25,9      | 25,9      |

## Sołectwa
Biskupice, Bogusławice, Bukowiany, Czerwona Góra, Grocholice, Jacentów, Łężyce, Małoszyce, Michałów, Niemienice, Obręczna, Okręglica, Porudzie, Ruszkowiec, Ruszków, Rżuchów, Sadowie, Szczucice, Truskolasy, Wszechświęte, Zochcin, Zwola

## Sąsiednie gminy
Baćkowice, Ćmielów, Opatów, Bodzechów, Waśniów